# Canarreos-Archipel
Der Canarreos-Archipel (spanisch Archipiélago de los Canarreos) ist eine aus etwa 350 Inseln bestehende Inselgruppe am südlichen Festlandsockel Kubas, am Südende des Golfs von Batabanó, entstanden aus Korallenriffen.
Die Isla de la Juventud ist größte Insel des Archipels. Cayo Largo, als zweitgrößte Insel, ist ein wichtiges Zentrum des Tauchtourismus auf Kuba.